# Slavkovský chlumek
Slavkovský chlumek je přírodní památka poblíž obce Bohdalovice v okrese Český Krumlov. Důvodem ochrany je naleziště bramboříku evropského (Cyclamen europaeum).

## Galerie

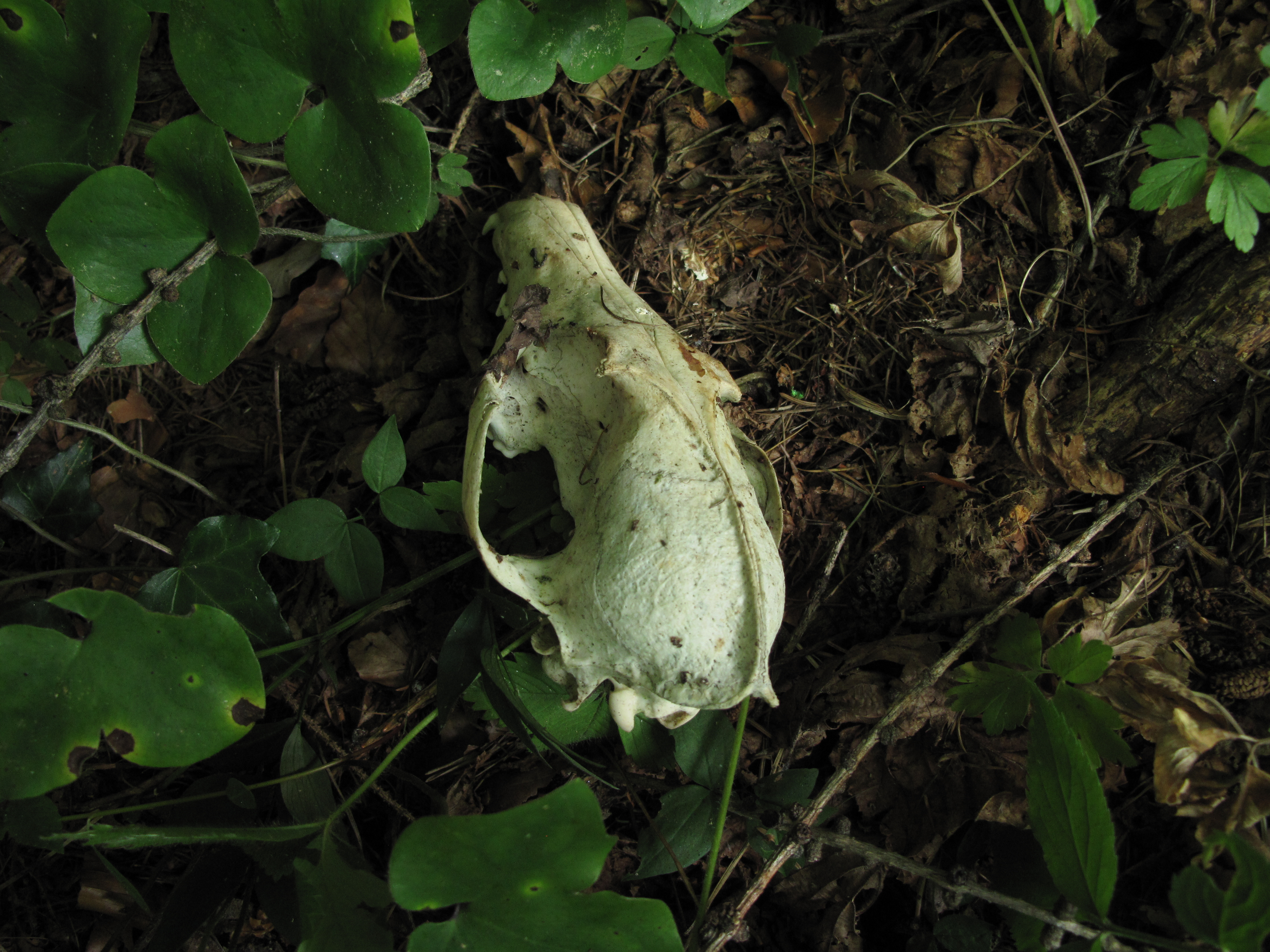
Lebka
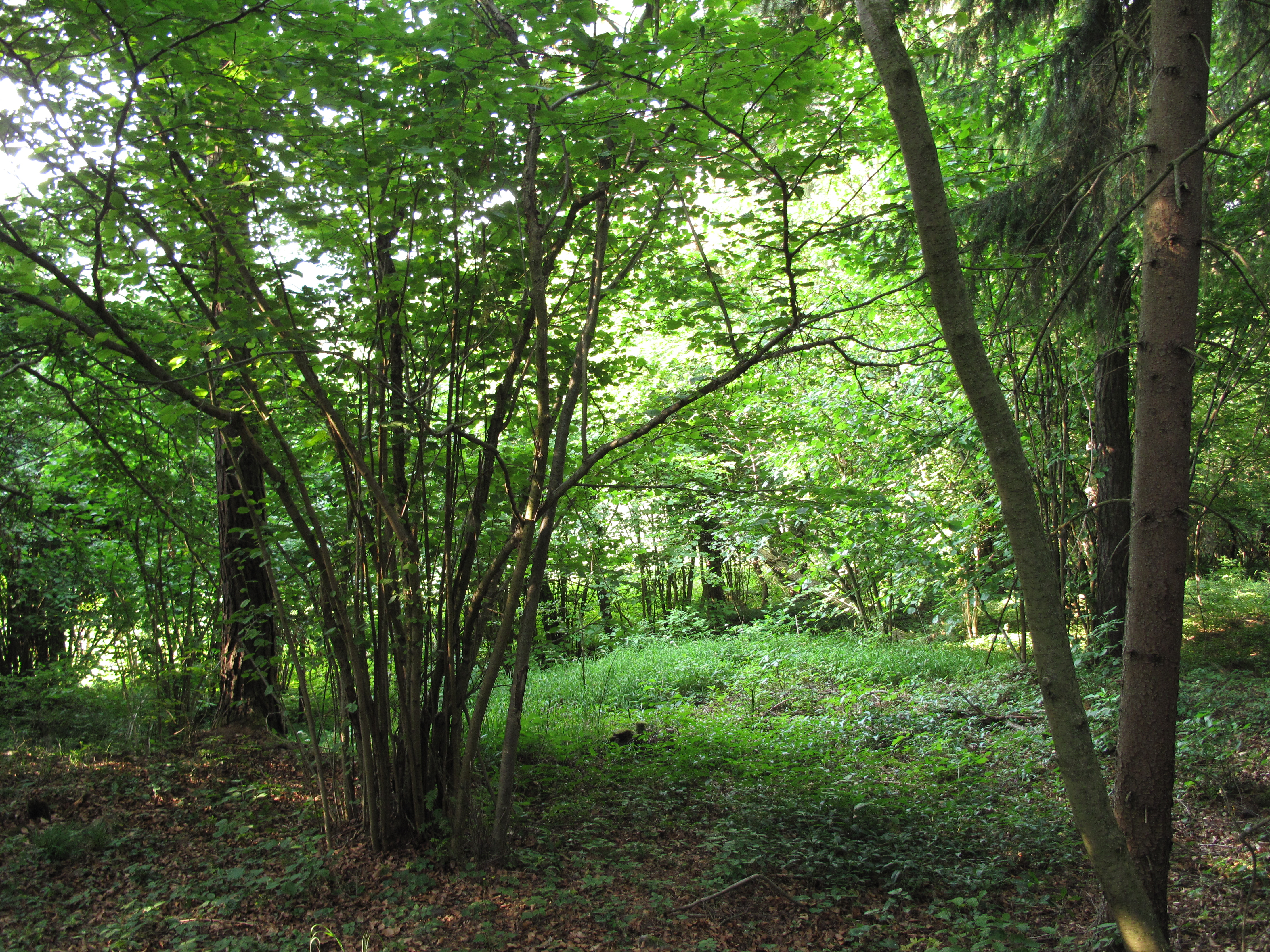
Porost